# Michelangelo Tamburini
Pour les articles homonymes, voir Tamburini.
Michelangelo Tamburini, né le 27 septembre 1648 à Modène (Italie) et décédé le 28 février 1730 à Rome est un prêtre Jésuite italien. Il est le quatorzième supérieur général de la Compagnie de Jésus du 3 janvier 1706 jusqu'à sa mort, à 82 ans.

## Formation
Il entre dans la Compagnie le 16 janvier 1655. Après avoir étudié douze ans la philosophie et la théologie scolastique, il se voit confier l'enseignement de ces disciplines. Il est professeur de philosophie au collège de Bologne et de théologie à celui de Mantoue. Puis, il est nommé successivement recteur de plusieurs collèges.
Il est choisi par le cardinal Rinaldo d'Este pour être son confesseur et théologien privé.
De 1697 à 1699, il est provincial de l'Ordre pour la Province de Venise. Il occupe ensuite les fonctions de secrétaire général auprès de Thyrsus González. En 1703, il devient vicaire général et enfin, à la mort de González, il est élu supérieur général le 3 janvier 1706, poste qu'il occupa durant 24 ans.

## Supérieur général
La réputation de solide vertu, de patience et de courage qu'il avait acquise dans les différentes fonctions remplies au service de son ordre, fut loin d'être ternie dans les longues années de son généralat. Au cours de ce dernier, l'activité apostolique de la Compagnie fut à son zénith, mais en même temps, on pouvait déjà apercevoir des signes avant-coureurs de la tempête qui devait l'anéantir un demi-siècle plus tard.

### L’œuvre missionnaire
En Amérique, les missions du Paraguay commencent à porter leurs fruits. Durant le généralat de Tamburini, la mission du Paraguay atteint son plus haut degré de réussite : en l'espace d'un an pas moins de 77 missionnaires la rejoignent.
Le zèle apostolique de saint François De Geronimo et du bienheureux Antonio Baldinucci comme missionnaires des campagnes en Italie, et du vénérable Manuel Padial en Espagne renforce la réputation de la Compagnie.
Au Levant, les missionnaires sacrifient leur vie pour aider les populations frappées par la peste. En Asie, d'autres progressent dans les steppes de Tibet au milieu d'innombrables difficultés. En Russie, Pierre le Grand admet les Jésuites à pénétrer sur son territoire.

### La lutte contre les jansénistes
Enfin les jansénistes, les pires ennemis de la Compagnie en France, reçoivent un coup fatal en 1708 lorsqu'une bulle de Clément XI ordonne la suppression de Port-Royal des Champs. La destruction de Port-Royal est associée à la condamnation des erreurs de Pasquier Quesnel par la bulle papale Unigenitus en 1711.
Trois Jésuites, Giambatista Tolomei, Alvaro Cienfuegos et Giambatista Salerni, sont presque simultanément élevés à la dignité de cardinaux.

### La querelle des rites
Au cours de cette période, le débat sur les Rites chinois arrive à un point critique. Les missionnaires jésuites en Chine sont accusés de ne pas obéir aux ordres du Pape. Tamburini, bien que d'un naturel calme, savait être ferme quand l'honneur de la Compagnie était en jeu. Il réagit avec énergie et quand en 1711, les procurateurs de toutes les provinces de la Compagnie se réunissent à Rome, il leur fait signer une lettre adressée au pape Clément XI protestant de la fidélité et de l'obéissance de toute la Compagnie envers le vicaire du Christ.

### Les premières difficultés en France
En France, le long règne de Louis XIV, si favorable aux Jésuites à bien des égards, voit naître également les mouvements hostiles qui devaient conduire à la suppression de l'Ordre. On peut le constater dès la mort du roi en 1715, quand le Régent bannit l'influent père confesseur Le Tellier, tandis que l'archevêque de Paris - ouvertement gallican - le cardinal de Noailles, frappe les Jésuites d'interdiction (1716-1729).

## Sources
- (en) (en)  Cet article contient des extraits traduits d'un article de la Catholic Encyclopedia dont le contenu se trouve dans le domaine public.